# Takumi Horiike
Takumi Horiike (堀池 巧, Horiike Takumi, Shizuoka, 6 september 1965) is een Japans voormalig voetballer die als verdediger speelde.

## Clubcarrière
In 1984 ging Horiike naar de Juntendo University, waar hij in het schoolteam voetbalde. Nadat hij in 1988 afstudeerde, ging Horiike spelen voor Yomiuri. Met deze club werd hij in 1990/91 en 1991/92 kampioen van Japan. Horiike veroverde er in 1991 de JSL Cup. In 4 jaar speelde hij er 85 competitiewedstrijden en scoorde 1 goal. Hij tekende in 1992 bij Shimizu S-Pulse. Horiike veroverde er in 1996 de JSL Cup. In 7 jaar speelde hij er 180 competitiewedstrijden en scoorde 3 goals. In het seizoen 1998 en 1999 kwam hij op huurbasis uit voor Cerezo Osaka. Horiike beëindigde zijn spelersloopbaan in 1999.

## Interlandcarrière
Horiike debuteerde in 1986 in het Japans nationaal elftal en speelde 58 interlands, waarin hij 2 keer scoorde.

## Statistieken
| Japans voetbalelftal | Japans voetbalelftal | Japans voetbalelftal |
| Jaar                 | Wed.                 | Dlp.                 |
| -------------------- | -------------------- | -------------------- |
| 1986                 | 2                    | 0                    |
| 1987                 | 11                   | 0                    |
| 1988                 | 1                    | 0                    |
| 1989                 | 11                   | 1                    |
| 1990                 | 6                    | 0                    |
| 1991                 | 2                    | 0                    |
| 1992                 | 7                    | 0                    |
| 1993                 | 16                   | 1                    |
| 1994                 | 0                    | 0                    |
| 1995                 | 2                    | 0                    |
| Totaal               | 58                   | 2                    |